# Juan Manuel Cobelli
Juan Manuel Cobelli (Funes, Argentina; 27 de febrero de 1988) es un exfutbolista argentino, su último club fue Club de Gimnasia y Tiro del Torneo Federal A. 
También cabe mencionar que es el hermano menor de Sebastián Cobelli también jugador de fútbol quien fue su representante 

## Trayectoria
Comenzó en las juveniles del Club Atlético Newell's Old Boys y debutó en el 2007. En el 2008 quedó como quinto delantero del club por lo cual al ver pocas posibilidades de jugar aceptó el irse a préstamo a Santiago Wanderers de Chile por el lapso de un año. En su llegada a Santiago Wanderers se esperaba poder contar con él pero por los problemas financieros del club dueño de su pase no pudo debutar hasta la mitad del Torneo de Apertura de la Primera B de Chile ya que su pase no llegaba a su nuevo club. Finalmente la espera dio frutos y se convirtió en el goleador del equipo. Pero con la llegada del técnico Jorge Aravena fue cortado de a poco del equipo ya que no estaba en los planes de éste. Finalmente renunció a Santiago Wanderers por las diferencias con el técnico y regresó a Newell's. 
Tras pocas oportunidades de jugar en Newell's en el 2010 parte nuevamente a Chile pero esta vez al Deportes Iquique donde volvería a ser dirigido por Gustavo Huerta. Luego de ser campeón de la copa Chile y lograr la participación en la Copa Bridgestone Sudamericana y lograr el ascenso con los dragones, volvió a Newell's, club que lo vio nacer. Consumó su tercer paso por la entidad rosarina. En 2011 pasó a Chacarita Juniors donde no se pudo consolidar y terminó descendiendo a la B metropolitana junto a su equipo,a pesar de la mala campaña es recordado por un importante gol de media chilena en la goleada 3 a 0 frente a Patronato, uno de los pocos goles que hizo. Al término de la temporada abandonó el club descendido y terminó firmando para Atlético Tucumán en el año 2012 
El 23 de julio de 2013 firma para I.A Sud América para disputar la Primera División de Uruguay. El 7 de enero de 2014 se convierte en nuevo refuerzo del Deportivo Cuenca de Ecuador para reemplazar al goleador argentino Andrés Lorenzo Ríos quien a su vez firma con el Club América de México.
Luego de su gran actuación al ser uno de los goleadores del certamen 2014 del fútbol ecuatoriano (14 tantos), Juan Manuel Cobelli renovó con Deportivo Cuenca, siendo así el único refuerzo extranjero renovado por los morlacos.

## Estadísticas
| Club                            | Temporada           | Liga  | Liga  | Copas nacionales | Copas nacionales | Torneos internacionales | Torneos internacionales | Total | Total |
| Club                            | Temporada           | Part. | Goles | Part.            | Goles            | Part.                   | Goles                   | Part. | Goles |
| ------------------------------- | ------------------- | ----- | ----- | ---------------- | ---------------- | ----------------------- | ----------------------- | ----- | ----- |
| Newell's Old Boys Argentina     | 2007                | 1     | 0     | —                | —                | —                       | —                       | 1     | 0     |
| Newell's Old Boys Argentina     | 2010-11             | 6     | 3     | —                | —                | —                       | —                       | 6     | 3     |
| Newell's Old Boys Argentina     | Total               | 7     | 3     | 0                | 0                | 0                       | 0                       | 7     | 3     |
| Santiago Wanderers · Chile      | 2008                | 38    | 6     | —                | —                | —                       | —                       | 38    | 6     |
| Santiago Wanderers · Chile      | Total               | 38    | 6     | 0                | 0                | 0                       | 0                       | 38    | 6     |
| Deportes Iquique · Chile        | 2010                | 20    | 4     | —                | —                | —                       | —                       | 20    | 4     |
| Deportes Iquique · Chile        | Total               | 20    | 4     | 0                | 0                | 0                       | 0                       | 20    | 4     |
| Chacarita Juniors Argentina     | 2011-12             | 5     | 1     | —                | —                | —                       | —                       | 5     | 1     |
| Chacarita Juniors Argentina     | Total               | 5     | 1     | 0                | 0                | 6                       | 0                       | 5     | 1     |
| Atlético Tucumán Argentina      | 2012-13             | 4     | 0     | —                | —                | —                       | —                       | 4     | 0     |
| Atlético Tucumán Argentina      | Total               | 4     | 0     | 0                | 0                | 0                       | 0                       | 4     | 0     |
| Sud América · Uruguay           | 2013                | 12    | 4     | —                | —                | —                       | —                       | 12    | 4     |
| Sud América · Uruguay           | Total               | 12    | 4     | 0                | 0                | 0                       | 0                       | 12    | 4     |
| Deportivo Cuenca · Ecuador      | 2014                | 30    | 14    | —                | —                | —                       | —                       | 30    | 14    |
| Deportivo Cuenca · Ecuador      | 2015                | 13    | 2     | —                | —                | —                       | —                       | 13    | 2     |
| Deportivo Cuenca · Ecuador      | Total               | 43    | 16    | 0                | 0                | 0                       | 0                       | 43    | 16    |
| César Vallejo · Perú            | 2015                | 13    | 2     | —                | —                | —                       | —                       | 13    | 2     |
| César Vallejo · Perú            | Total               | 13    | 2     | 0                | 0                | 0                       | 0                       | 13    | 2     |
| PKNS F. C. Malasia              | 2016                | 18    | 12    | —                | —                | —                       | —                       | 18    | 12    |
| PKNS F. C. Malasia              | Total               | 18    | 12    | 0                | 0                | 0                       | 0                       | 18    | 12    |
| Taranto · Italia                | 2016-17             | 7     | 0     | 1                | 0                | —                       | —                       | 8     | 0     |
| Taranto · Italia                | Total               | 7     | 0     | 1                | 0                | 0                       | 0                       | 8     | 0     |
| Técnico Universitario · Ecuador | 2018                | 11    | 0     | —                | —                | —                       | —                       | 11    | 0     |
| Técnico Universitario · Ecuador | Total               | 11    | 0     | 0                | 0                | 0                       | 0                       | 11    | 0     |
| Gimnasia y Tiro Argentina       | 2018-19             | 9     | 2     | —                | —                | —                       | —                       | 9     | 2     |
| Gimnasia y Tiro Argentina       | Total               | 9     | 2     | 0                | 0                | 0                       | 0                       | 9     | 2     |
| Total en su carrera             | Total en su carrera | 197   | 50    | 1                | 0                | 0                       | 0                       | 198   | 50    |
| 1.                              |                     |       |       |                  |                  |                         |                         |       |       |

## Palmarés
| Título     | Club             | País  | Año  |
| ---------- | ---------------- | ----- | ---- |
| Primera B  | Deportes Iquique | Chile | 2010 |
| Copa Chile | Deportes Iquique | Chile | 2010 |